# Flaviporus
Flaviporus is een geslacht van schimmels behorend tot de familie Steccherinaceae. De typesoort is Flaviporus rufoflavus.

## Soorten
Volgens Index Fungorum telt het geslacht tien soorten (peildatum maart 2023):
| Soortnaam                                  | Auteur(s)                              | Publicatiejaar |
| ------------------------------------------ | -------------------------------------- | -------------- |
| Flaviporus brownii (Zwartgeel elfenbankje) | (Humb.) Donk                           | 1960           |
| Flaviporus citrinellus                     | (Niemelä & Ryvarden) Ginns             | 1984           |
| Flaviporus delicatus                       | A. David & Rajchenb.                   | 1992           |
| Flaviporus hunua                           | (G. Cunn.) Ginns                       | 1984           |
| Flaviporus hydrophilus                     | (Berk. & M.A. Curtis) Ginns            | 1980           |
| Flaviporus liebmannii                      | (Fr.) Ginns                            | 1980           |
| Flaviporus minutisporus                    | (D.A. Reid, K.S. Thind & Chatr.) Ginns | 1980           |
| Flaviporus stramineus                      | (Bres.) Ginns                          | 1984           |
| Flaviporus subhydrophilus                  | (Speg.) Rajchenb. & J.E. Wright        | 1987           |
| Flaviporus tenuis                          | Westphalen, Rajchenberg & Tomšovský    | 2018           |